# Guido Segers
Guido Segers (* in Bree, Belgien) ist ein belgischer Trompeter.

## Leben
Segers studierte Trompete am Königlichen Musikkonservatorium in Brüssel und am Königlichen Musikkonservatorium in Lüttich. Bereits in seiner Studienzeit wurden ihm von beiden Konservatorien erste Preise in den Fächern Trompete und Kammermusik zugesprochen. Erste Preise gewann er bei den Wettbewerben Pro Civitatae und TENUTO erlangen.
Von 1985 und 1990 lernte Segers bei Pierre Thibaud. Meisterkurse belegte er bei Maurice André und Roger Delmotte. Segers war von 1985 bis 1994 Solotrompeter am Nationaal Orkest van België in Brüssel. 1994 wechselte er zu den Münchner Philharmonikern, wo er ebenfalls die Stelle des Solotrompeters bekleidet.
Guido Segers gründete im Jahre 2000 die Internationale Probespielakademie, welche periodisch in München stattfindet. Seit 2012 ist er Professor für Trompete in Leipzig an der Hochschule für Musik und Theater „Felix Mendelssohn Bartholdy“ und bietet zusätzlich Meisterkurse im In- und Ausland an.
Er ist Mitglied folgender Formationen:
- Blechschaden
- Blechbläserquintett der Münchner Philharmoniker
- Trio Con Brio